# 子然
子然（？—前567年），姬姓，字子然，是郑穆公与宋子的儿子，公子嘉的同母哥哥，郑灵公和郑襄公的异母兄弟，郑国的卿。

## 兄弟相亲
圭妫位次于宋子，但是两人互相亲近，圭妫的儿子士子孔和宋子的儿子公子嘉也互相亲近。

## 结盟
前582年秋，郑成公前去晋国进行外交活动，被晋国人以勾结楚国的罪过扣留。郑卿公孙申谋划改立国君，以便让晋国释放郑成公。前581年三月，公子班立郑成公的庶兄公子繻为君。四月，郑人杀死公子繻，立郑成公的儿子髡顽为君。五月，晋国人会合诸侯进攻郑国，郑国的子罕将郑襄公宗庙中的钟赠送给晋国，子然和诸侯在脩泽结盟，子驷作为人质。五月十一日，郑成公被晋国释放回国。

## 侵宋
前572年五月，晋国率领诸侯联军进攻郑国，楚国的子辛带兵救郑，入侵宋国的吕地和留地。子然入侵宋国，攻取了犬丘。

## 去世
郑僖公四年（前567年），子然去世。